# Llista de característiques d'albedo de Mercuri
En aquest article només es mostra els noms oficials aprovats per la Unió Astronòmica Internacional (UAI).
Aquesta és una llista de característiques d'albedo amb nom de Mercuri

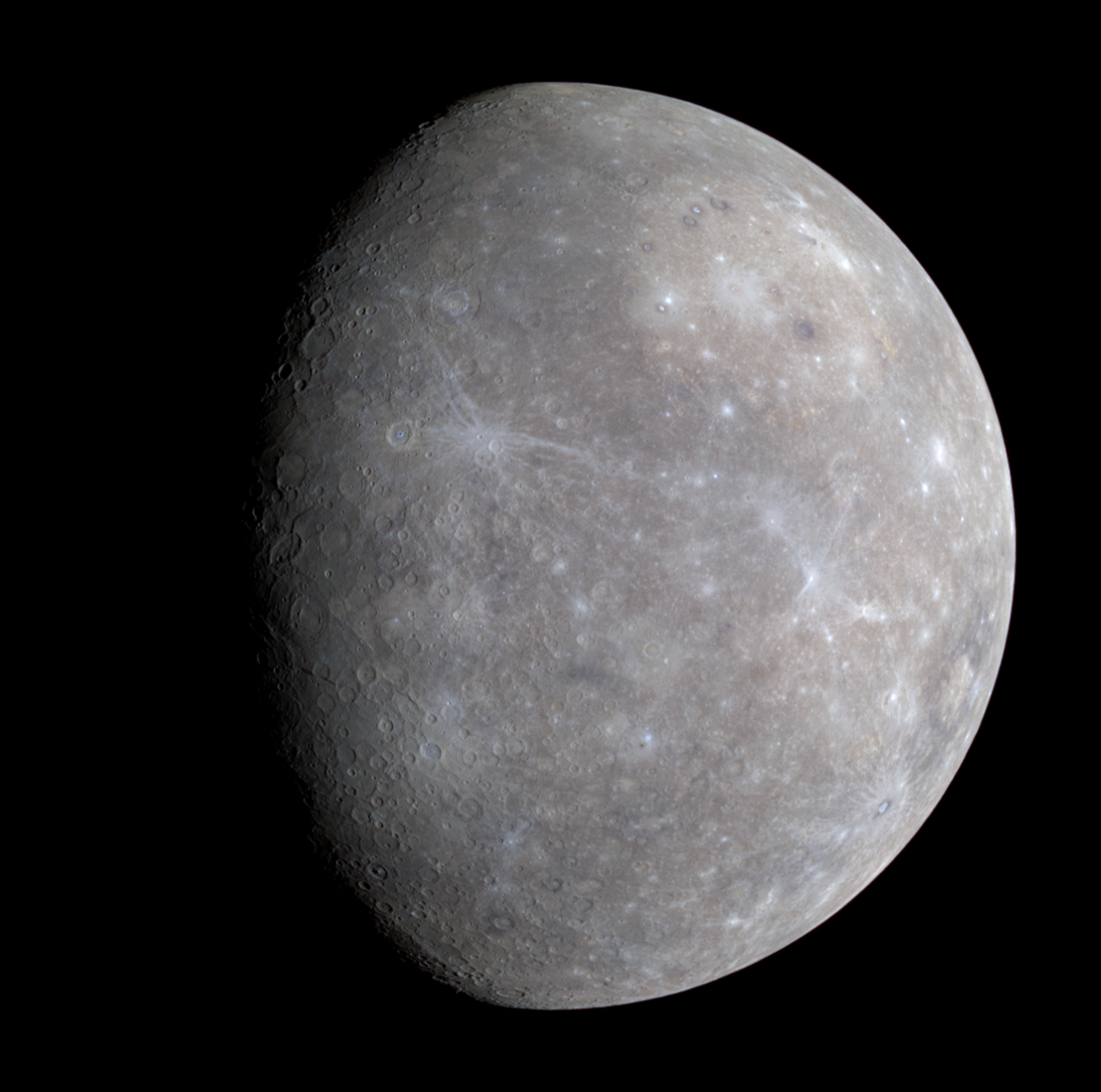
Imatge de Mercuri
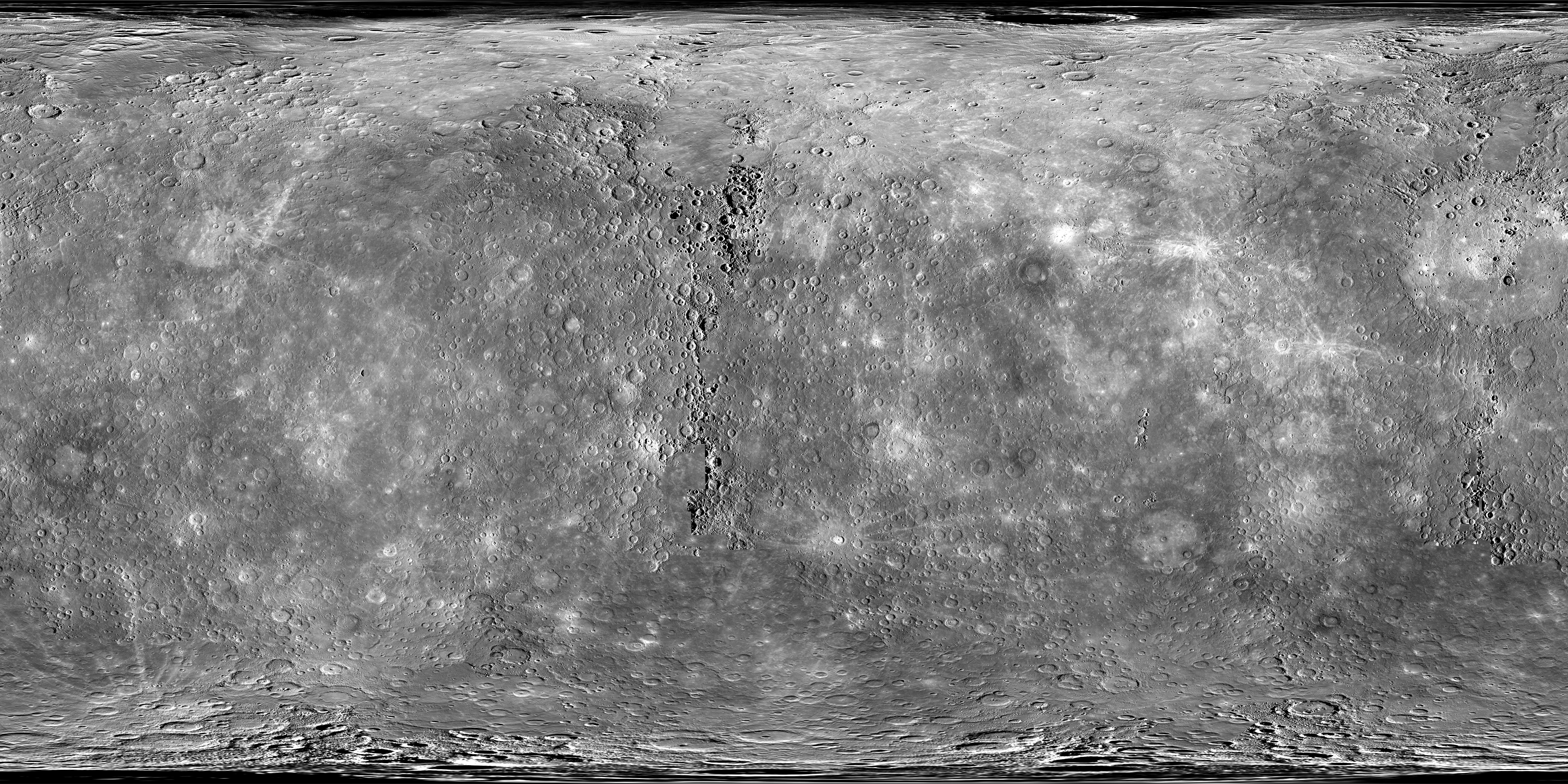
Mapa topogràfic de mercuri
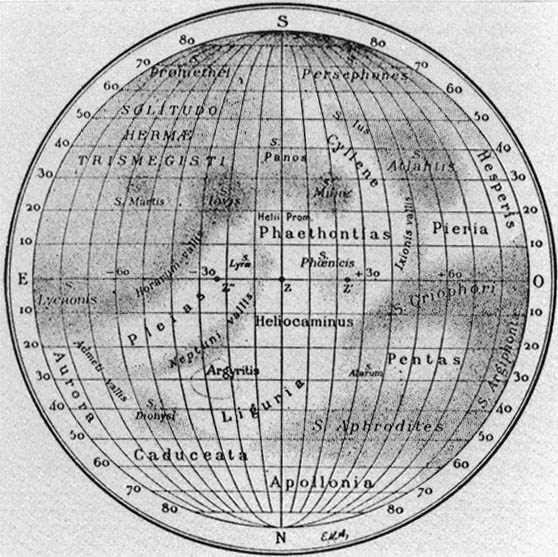
Mapa de les característiques d'albedo de Mercuri, 1934

Les característiques d'albedo de Mercuri adopten, amb algunes excepcions, els noms d'algunes de les característiques representades al mapa de Mercuri creat a principis del segle xx per l'astrònom grec Eugène Antoniadi, que al seu torn van ser inspirats en noms de la cultura grecoromana clàssica. Igual com ho va fer Antoniadi, els de menor lluminositat es qualifiquen amb el terme «solitudo» (desert). A cap característica se li assigna una dimensió precisa.
Encara que hi hagi una correspondència completa entre el nom que s'utilitza avui en dia i els que van ser concebuts històricament per Antoniadi, no hi ha correspondència a la ubicació ja que l'astrònom grec, creient erròniament que el planeta estava en rotació sincrònica, va treballar en la realització d'un mapa propi sota la convicció infundada que sempre estava il·luminat i, per tant, visible, el mateix hemisferi de Mercuri.
Alguns dels noms pensats per Antoniadi no van ser agafats per la UAI. Els noms regionals més recents són: Borea (Regió del nord), Australia (Regió del sud), i Tricrena (el nom d'una muntanya propera d'Arcàdia). Altres canvis són: totes característiques d'albedo anomenades Vallis i Promontorium han estat rebatejades com a Solitudo; Solitudo Argiphontae ha estat rebatejada com Sinus Argiphontae (badia d'Argiphontes); Admeti s'ha canviat a Admetei (per error; no hi ha cap figura mitològica anomenada Admeteus); Pleias s'ha convertit en Pleias Gallia.

## Llista
Els noms de les característiques d'albedo que utilitza actualment la UAI es basen en gran manera en els noms d'Antoniadi, però inclouen diverses alteracions; també utilitzen unes coordenades diferents.
La latitud i la longitud es donen com a coordenades planetogràfiques amb longitud oest (+ Oest; 0-360).
| Característica d'albedo     | Coordenades                          | Diàmetre (km) | Epònim                                                     | Ref.  |
| --------------------------- | ------------------------------------ | ------------- | ---------------------------------------------------------- | ----- |
| Apollonia                   | 45° N, 315° O / 45°N,315°O           | 0             | Característica d'albedo del quadrangle Hokusai (H-5)       | WGPSN |
| Aurora                      | 45° N, 90° O / 45°N,90°O             | 0             | Característica d'albedo del quadrangle Victoria (H-2)      | WGPSN |
| Australia                   | 72° 30′ S, 0° 00′ E / 72.5°S,-0°E    | 0             | Característica d'albedo del quadrangle Bach (H-15)         | WGPSN |
| Borea                       | 75° N, 0° O / 75°N,-0°E              | 0             | Característica d'albedo del quadrangle Borealis (H-1)      | WGPSN |
| Caduceata                   | 45° N, 135° O / 45°N,135°O           | 0             | Característica d'albedo del quadrangle Shakespeare (H-3)   | WGPSN |
| Cyllene                     | 41° S, 270° O / 41°S,270°O           | 0             | Característica d'albedo del quadrangle Debussy (H-14)      | WGPSN |
| Gallia                      | 40° N, 120° O / 40°N,120°O           | 0             | Característica d'albedo del mapa d'Antoniadi.              | WGPSN |
| Heliocaminus                | 40° N, 170° O / 40°N,170°O           | 0             | Característica d'albedo del mapa d'Antoniadi.              | WGPSN |
| Hesperis                    | 45° S, 355° O / 45°S,355°O           | 0             | Característica d'albedo del mapa d'Antoniadi.              | WGPSN |
| Liguria                     | 45° N, 225° O / 45°N,225°O           | 0             | Característica d'albedo del quadrangle Raditladi (H-4).    | WGPSN |
| Pentas                      | 5° N, 310° O / 5°N,310°O             | 0             | Característica d'albedo del mapa d'Antoniadi.              | WGPSN |
| Phaethontias                | 0° N, 167° O / 0°N,167°O             | 0             | Característica d'albedo del quadrangle Tolstoj (H-8).      | WGPSN |
| Pieria                      | 0° N, 270° O / 0°N,270°O             | 0             | Característica d'albedo del quadrangle Derain (H-10).      | WGPSN |
| Pleias                      | 15° N, 140° O / 15°N,140°O           | 0             | Característica d'albedo del mapa d'Antoniadi.              | WGPSN |
| Solitudo Admetei            | 55° N, 90° O / 55°N,90°O             | 0             | Característica d'albedo del mapa d'Antoniadi.              | WGPSN |
| Solitudo Alarum             | 15° S, 290° O / 15°S,290°O           | 0             | Característica d'albedo del mapa d'Antoniadi.              | WGPSN |
| Solitudo Argiphontae        | 10° S, 335° O / 10°S,335°O           | 0             | Característica d'albedo del mapa d'Antoniadi.              | WGPSN |
| Solitudo Aphrodites         | 25° N, 290° O / 25°N,290°O           | 0             | Característica d'albedo del mapa d'Antoniadi.              | WGPSN |
| Solitudo Atlantis           | 35° S, 210° O / 35°S,210°O           | 0             | Característica d'albedo del mapa d'Antoniadi.              | WGPSN |
| Solitudo Criophori          | 0° N, 230° O / 0°N,230°O             | 0             | Característica d'albedo del quadrangle Eminescu (H-9).     | WGPSN |
| Solitudo Helii              | 10° S, 180° O / 10°S,180°O           | 0             | Característica d'albedo del mapa d'Antoniadi.              | WGPSN |
| Solitudo Hermae Trismegisti | 45° S, 45° O / 45°S,45°O             | 0             | Característica d'albedo del quadrangle Discovery (H-11).   | WGPSN |
| Solitudo Horarum            | 25° N, 115° O / 25°N,115°O           | 0             | Característica d'albedo del mapa d'Antoniadi.              | WGPSN |
| Solitudo Iovis              | 0° N, 0° O / 0°N,-0°E                | 0             | Característica d'albedo del mapa d'Antoniadi.              | WGPSN |
| Solitudo Lycaonis           | 0° N, 107° O / 0°N,107°O             | 0             | Característica d'albedo del quadrangle Beethoven (H-7)     | WGPSN |
| Solitudo Maiae              | 15° S, 155° O / 15°S,155°O           | 0             | Característica d'albedo del mapa d'Antoniadi.              | WGPSN |
| Solitudo Martis             | 35° S, 100° O / 35°S,100°O           | 0             | Característica d'albedo del mapa d'Antoniadi.              | WGPSN |
| Solitudo Neptuni            | 30° N, 150° O / 30°N,150°O           | 0             | Característica d'albedo del mapa d'Antoniadi.              | WGPSN |
| Solitudo Persephones        | 41° S, 225° O / 41°S,225°O           | 0             | Característica d'albedo del quadrangle Neruda (H-13).      | WGPSN |
| Solitudo Phoenicis          | 25° N, 225° O / 25°N,225°O           | 0             | Característica d'albedo del mapa d'Antoniadi.              | WGPSN |
| Solitudo Promethei          | 45° 00′ S, 142° 30′ O / 45°S,142.5°O | 0             | Característica d'albedo del quadrangle Michelangelo (H-12) | WGPSN |
| Tricrena                    | 0° N, 36° O / 0°N,36°O               | 0             | Característica d'albedo del quadrangle Kuiper (H-6)        | WGPSN |